# Жуков, Евгений Пантелеевич
Евге́ний Пантеле́евич Жу́ков (7 декабря 1950, Москва — 21 ноября 1990, Москва) — советский футболист, защитник. Выступал за московское «Динамо» и «Пахтакор». Мастер спорта СССР международного класса.(16.08.1972).

## Биография
У Жукова было 9 братьев и сестёр. Начинал карьеру в «Динамо», в первой группе «А» дебютировал в 1969 году. В следующем сезоне провёл уже 21 матч и забил 1 гол. Также в 1970 году стал обладателем Кубка СССР: в финале «бело-голубые» обыграли тбилисских одноклубников, однако Жуков не принимал участие в матче. В 1971 году в высшей лиге Евгений сыграл 25 матчей, забив 2 гола, и также сыграл 2 матча в турнире дублёров. В 1972 году Жуков стал финалистом Кубка кубков. В финальном матче «Динамо» уступило «Рейнджерс» со счётом 2:3. Всего в турнире провёл 9 матчей.
В 1975 году покинул клуб и перешёл в «Пахтакор». В первом же сезоне команда вылетела из высшей лиги, а через год Жуков завершил карьеру в возрасте 26 лет, сыграв за узбекский клуб 62 матча и забив 3 мяча.
Погиб в 1990 году при невыясненных обстоятельствах. По словам хоккеиста Александра Смолина, тело Жукова обнаружили случайно: оно якобы было выброшено из автомобиля. Смолин предполагает, что Жукова могли убить.
Похоронен на Головинском кладбище.
Сестра Валентина была замужем за хоккеистом Александром Смолиным.

## Достижения
- Обладатель Кубка СССР: 1970
- Финалист Кубка обладателей кубков: 1971/72